# Camill Hoffmann
Camill Hoffmann (česky Kamil Hoffmann, 31. října 1878 Kolín – říjen 1944 koncentrační tábor Osvětim) byl česko-německý německy píšící novinář, spisovatel a diplomat židovského původu, oběť holokaustu.

## Život

### Mládí
Narodil se v židovské rodině v polabském Kolíně, kde existovala velká židovská komunita. V rodině se mluvilo německy i česky, od mládí byl tak v kontaktu také s českými lidovými písněmi či poezií, literárně však posléze začal tvořit v němčině. Vystudoval německé gymnázium a obchodní akademii v Praze. Od roku 1902 pracoval ve Vídni jako redaktor časopisu Die Zeit. Téhož roku debutoval svou první vydanou básnickou sbírkou, v tvorbě pak nadále pokračoval. Roku 1911 se přesunul do německých Drážďan, kde nastoupil jako redaktor listu Dresdner Neuesten Nachrichten. 

### Československo
Po vzniku Československa roku 1918 se roku 1919 přesunul do Prahy, kde začal pracovat na tiskovém oddělení pražské ministerské rady, v letech 1920 až 1938 potom s titulem legačního rady. Prezident T. G. Masaryk jej jmenoval anonymním ředitelem německy psaného deníku Prager Presse, od roku 1920 pak působil jako kulturní atašé a tiskový šéf čs. velvyslanectví v Berlíně. Snažil se prohlubovat vztahy mezi oběma zeměmi, hosty v jeho domě byli mj. významní němečtí intelektuálové jako např. spisovatel Stefan Zweig, divadelní režisér Erwin Piscator, malíři George Grosz a Ernst Toller, filmař Berthold Viertel a několikrát také divadelník Bertold Brecht.
Po událostech Mnichovské dohody a vzniku Druhé republiky se vrátil zpět do Československa, kde zažil též začátek německé okupace Čech, Moravy a Slezska a vznik Protektorátu Čechy a Morava. Bydlel na Praze XIII.

### Internace a úmrtí
Na základě německých rasových zákonů byli Hoffmann s manželkou roce 1942 odvlečeni do ghetta v koncentračním táboře Terezín. V říjnu 1944 byli pak vlakem deportováni do koncentračního tábora Osvětim, kam dorazili 28. října. Nedlouho poté byli zavražděni v plynových komorách.

### Rodina
Hoffmann byl ženatý s Irmou Oplatkovou. Z manželství vzešla dcera Edith Hoffmann-Yapou, po válce žijící v Izraeli, která byla uměleckou kritičkou.

## Dílo

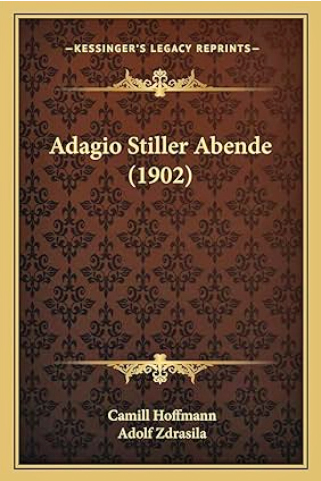
Obálka jeho knihy „Adagio tichých večerů“, kterou ilustroval Adolf Zdrasila

### Poezie
- Adagio tichých večerů, 1902
- Váza, 1911
- Německá poezie z Rakouska, 1911
- Dopisy lásky, 1913
- Zvony mé vlasti, 1936

V roce 2016 vyšel znovu výběr z jeho básní spolu s krátkým životopisem v německo-českém sborníku. Část nákladů na tisk pokrylo jeho rodné město Kolín. V květnu 2017 byl svazek představen v Maiselově synagoze v Praze.

### Překlady
V meziválečném období přeložil do němčiny mj. zásadní díla týkající se československé politiky: Světovou revoluci T. G. Masaryka, Vzpouru národů Edvarda Beneše či Hovory s TGM Karla Čapka, dále pak také mimo jiné překlady francouzských autorů Balzaca, Baudelaira či Charlese-Louise Philippa.